# 小行星1076
小行星1076（1076 Viola）是一颗围绕太阳公转的小行星。1926年10月5日，卡爾·威廉·萊茵姆特在海德堡发现了此天体。
該小行星以堇菜命名。
这颗小行星的绝对星等为12.21等。